# عملیات کومپس
عملیات قطب‌نما عملیاتی موفق در جنگ جهانی دوم بود که توسط ارتش متفقین و برای شکست نیروهای ایتالیایی در شرق لیبی و غرب مصر صورت گرفت.